# Rebollar (Soria)
Rebollar település Spanyolországban, Soria tartományban. Rebollar Almarza, Garray, Villar del Ala és Rollamienta községekkel határos. Lakosainak száma 36 fő (2024).

## Népesség
A település népessége az elmúlt években az alábbi módon változott:
| Lakosok száma | 51   | 53   | 54   | 46   | 42   | 40   | 39   | 42   | 38   | 36   |
|               | 2001 | 2004 | 2007 | 2009 | 2012 | 2014 | 2017 | 2019 | 2022 | 2024 |